# Gaspar de Verlit
Gaspar de Verlit of Gaspar Verlit (Brussel?, 1622 - aldaar?, 1682) was een barokcomponist, koorknaap en later zanger aan de hofkapel van Brussel, kapelmeester aan de Sint-Vincentiuskerk in Zinnik en zangmeester aan de Sint-Nikolaaskerk in Brussel. In 1658 werd hij kapelaan aan de hofkapel. Hij gaf twee bundels uit genaamd Missae et motettae nec non quator antiphonae B. Mariae Virginis (1661 en 1668). Daarnaast zijn er vier andere geestelijke werken van hem overgeleverd, waarvan één incompleet bewaard. De Cantiones Natalitiae verschenen in 1660; zulke kerstliederen werden ook gepubliceerd door de Brusselse componisten Ioannes Florentius a Kempis, organist van de Kapellekerk, wiens bundel verscheen in 1657, en Guillielmus Borremans, zangmeester van de Sint-Gorikskerk, wiens bundel, zoals die van Verlit, uitkwam in 1660.